# Classificació dels roures
El gènere Quercus (roure) conté al voltant de 530 espècies, alguns dels quals s'enumeren aquí.

## SubgènereQuercus

### SeccióQuercus
El Quercus és una secció d'arbres del subgènere Quercus que pertanyen a la família de les fagàcies.
La Secció Quercus (sinònims Lepidobalanus o Leucobalanus), són els roures blancs d'Europa, Àsia i Amèrica del Nord. Els estils són curts, les glans maduren en 6 mesos i tenen un sabor dolç i lleugerament amarg, l'interior de la gla té pèl. Les fulles no tenen una majoria de pèls en els seus lòbuls, que solen ser arrodonits.
- Quercus ajoensis — Arizona, Nou Mèxic, Baixa Califòrnia
- Quercus alba — est d'Amèrica del Nord
- Quercus aliena — est d'Àsia
- Quercus arizonica — # sud-oest dels EUA, nord-oest de Mèxic
- Quercus austrina — sud-est d'Amèrica del Nord
- Quercus × bebbiana — nord-est de l'Amèrica del Nord
- Quercus berberidifolia — # Califòrnia
- Quercus bicolor — est i mig oest d'Amèrica del Nord
- Quercus × bimundorum
- Quercus boyntonii — centre sud d'Amèrica del Nord
- Quercus brandegeei — Baixa Califòrnia Sud
- Quercus carmenensis — Coahuila i Texas
- Quercus chapmanii — # sud-est d'Amèrica del Nord
- Quercus chihuahuensis — nord de Mèxic i Texas
- Quercus cornelius-mulleri — # sud-oest d'Amèrica del Nord
- Quercus conzattii — Mèxic
- Quercus copeyensis — # Costa Rica, Panamà
- Quercus cubana - # oest de Cuba = Quercus sagraeana
- Quercus dalechampii — sud-est d'Europa
- Quercus depressipes— # — nord de Mèxic i Texas
- Quercus deserticola — # Mèxic
- Quercus dilatata — # Himàlaia
- Quercus diversifolia — Mèxic
- Quercus douglasii— Califòrnia
- Quercus dumosa — # sud de Califòrnia
- Quercus durata — # Califòrnia
- Quercus engelmannii— # sud-oest de Califòrnia
- Quercus faginea — # sud-oest d'Europa
- †Quercus furuhjelmi — De l'Eocè al Miocè - Alaska, Kazakstan
- Quercus fusiformis— # centre sud d'Amèrica del Nord
- Quercus gambelii— sud-oest d'Amèrica del Nord
- Quercus garryana — oest d'Amèrica del Nord
- Quercus geminata — # sud-oest d'Amèrica del Nord
- Quercus glaucoides — # Mèxic
- Quercus greggii — # Mèxic
- Quercus griffithii — sud d'Àsia
- Quercus grisea — # centre sud d'Amèrica del Nord
- Quercus hartwissiana — sud-est de Bulgària, nord de Turquia, oest de Geòrgia, sud-oest de Rússia
- Quercus havardii — centre sud d'Amèrica del Nord
- † Quercus hiholensis — # Miocè - Estat de Washington[2]
- Quercus hinckleyi — # Texas, nord-oest de Mèxic
- Quercus hondurensis — # Hondures = Quercus elliptica
- Quercus insignis — Mèxic, Belize, Costa Rica, Guatemala, Panamà
- Quercus intricata — # dues localitats aïllades a l'oest de Texas, el nord de Mèxic
- Quercus john-tuckeri — # sud-oest d'Amèrica del Nord
- Quercus laceyi — Altiplà d'Edwards de Texas, nord de Mèxic
- Quercus lanata — # Himàlaia
- Quercus lancifolia — sud-oest d'Amèrica del Nord, Mèxic, Sud-amèrica
- Quercus leucotrichophora — # Himàlaia
- Quercus liebmannii — Mèxic
- Quercus lobata — Califòrnia
- Quercus lusitanica — Península Ibèrica, nord d'Àfrica
- Quercus lyrata — est d'Amèrica del Nord
- Quercus macrocarpa — est i centre d'Amèrica del Nord
- Quercus margarettae — sud-est d'Amèrica del Nord
- Quercus michauxii — est d'Amèrica del Nord
- Quercus minima — # sud-est d'Amèrica del Nord
- Quercus mohriana — # sud-oest d'Amèrica del Nord
- Quercus mongolica — est d'Àsia
- Quercus montana — est d'Amèrica del Nord (= Quercus prinus)
- Quercus muehlenbergii — est, centre, i sud-oest dels EUA (oest de Texas i Nou Mèxic), nord de Mèxic
- Quercus oblongifolia — # sud-oest dels EUA, nord-oest de Mèxic
- Quercus oglethorpensis — sud-est d'Amèrica del Nord
- Quercus oleoides — # des de Costa Rica a Mèxic
- Quercus oocarpa — Mèxic
- Quercus pacifica — # Illes del Canal, Califòrnia
- Quercus peduncularis — # Amèrica Central
- Quercus petraea — Europa, Anatòlia
- Quercus polymorpha — # Mèxic i extrem Sud de Texas
- Quercus praeco — Mèxic
- Quercus prinoides — est d'Amèrica del Nord
- Quercus prinus — est d'Amèrica del Nord (= Quercus montana)
- Quercus pubescens — Europa, Anatòlia
- Quercus pungens — # centre sud d'Amèrica del Nord
- Quercus robur — Europa, oest d'Àsia
- Quercus rugosa — # sud-oest dels EUA, nord-oest de Mèxic
- Quercus sadleriana — # sud-oest d'Oregon, nord de Califòrnia
- Quercus sagraeana — # oest de Cuba (= Quercus cubana)
- Quercus × schuettei — EUA, Canadà
- Quercus sebifera — # Mèxic
- Quercus serrata — # Xina, Taiwan, Japó, Corea
- Quercus similis — sud-est d'Amèrica del Nord
- Quercus sinuata — sud d'Amèrica del Nord (= Quercus durandii)
- Quercus stellata — est d'Amèrica del Nord
- Quercus subspathulata — Mèxic
- Quercus tarahumara — nord-oest de Mèxic
- Quercus toumeyi— # sud-oest de Nou Mèxic, sud-est d'Arizona, nord de Mèxic
- Quercus tuberculata — Mèxic
- Quercus turbinella — # sud-oest d'Amèrica del Nord
- Quercus × turneri — Espanya
- Quercus undata — Mèxic
- Quercus vaseyana — # sud-oest d'Amèrica del Nord
- Quercus vincentensis — El Salvador, Guatemala i sud de Mèxic
- Quercus virginiana — # sud-est d'Amèrica del Nord
- Quercus welshii — # sud-oest d'Amèrica del Nord
- Quercus wutaishanica — Xina, Mongòlia

### SeccióMesobalanus
Es troben a Europa, Àsia, Nord de l'Àfrica. Estils de llarg, les glans maduren en 6 mesos, i són amargants, a dins de la closca de l'aglà no té pèls (estretament relacionat amb la sect. Quercus i vegades l'inclouen en ella).
- Quercus canariensis — # nord d'Àfrica i Espanya
- Quercus dentata — Est d'Àsia
- Quercus frainetto — sud-est d'Europa
- Quercus macranthera — oest d'Àsia
- Quercus pontica — oest d'Àsia
- Quercus pyrenaica — sud-oest d'Europa
- Quercus vulcanica — sud-oest d'Àsia

### SeccióCerris
Es troba a Europa, Àsia, nord d'Àfrica. Estils llargs, les glans maduren en 18 mesos, molt amargants, dins de la closca de l'aglà sense pèl o pelut lleugerament.
- Quercus acutissima — Carruth. — # Xina (inclosa el Tibet), Corea, Japó, Indoxina, l'Himàlaia (Nepal, Bhutan, nord-est de l'Índia).
- Quercus alnifolia — # Xipre
- Quercus aquifolioides Rehder & E.H.Wilson — # Xina (inclosa el Tibet)
- Quercus brandisiana Kurz Terres altes de l'Indoxina, Bangladesh
- Quercus brantii — sud-oest d'Àsia
- Quercus calliprinos — # sud-oest d'Àsia
- Quercus castaneifolia — Caucas, Iran (Pèrsia)
- Quercus cerris — sud d'Europa, sud-oest d'Àsia
- Quercus coccifera — # sud d'Europa
- Quercus floribunda — # Himàlaia
- Quercus franchetii — Xina, est d'Àsia
- Quercus ilex — # sud d'Europa, nord-oest d'Àfrica
- Quercus infectoria — sud d'Europa, sud-oest d'Àsia
  - Quercus infectoria Olivier var. veneris (C.K. Schneider) Meikle, o Quercus boissieri — Mont Hermon, Alts del Golan i Jordania
- Quercus ithaburensis — sud-est d'Europa, sud-oest d'Àsia
- Quercus libani — sud-oest d'Àsia
- Quercus macrolepis — # sud-oest d'Àsia
- Quercus miyagii — Illes Ryūkyū
- Quercus pannosa # — Xina
- Quercus phillyreoides # sud del Japó, centre de la Xina i Corea
- Quercus semecarpifolia — # Himàlaia
- Quercus spinosa # — Xina, Myanmar
- Quercus suber — # sud-oest d'Europa, nord-oest d'Àfrica
- Quercus trojana — # sud-est d'Europa
- Quercus variabilis — est d'Àsia

### SeccióProtobalanus
Els roures intermedis. Sud-oest dels EUA i nord-oest de Mèxic. Estils curts, les glans maduren en 18 mesos, molt amargants, dins de la closca de l'aglà és peluda.
- Quercus cedrosensis — # Baixa Califòrnia
- Quercus chrysolepis — # sud-oest d'Amèrica del Nord
- Quercus palmeri — # sud-oest d'Oregon, Califòrnia, oest d'Arizona
- Quercus tomentella — # illes de la costa californiana
- Quercus vacciniifolia — # sud-oest d'Amèrica del Nord

### SeccióLobatae
Els roures vermells (sinònim sect. Erythrobalanus). nord, centre i sud d'Amèrica. Estils llargs, les glans maduren en 18 mesos, molt amargants, dins de la closca de l'aglà és peluda.
- Quercus acerifolia — Arkansas
- Quercus acutifolia — Mèxic
- Quercus agrifolia — # Califòrnia, nord de Baixa Califòrnia
- Quercus arkansana — sud-est d'Amèrica del Nord
- Quercus buckleyi — centre sud d'Amèrica del Nord
- Quercus canbyi — # Mèxic
- Quercus candicans — Mèxic
- Quercus castanea — # Mèxic
- Quercus coccinea — est d'Amèrica del Nord
- Quercus coccolobifolia — Mèxic
- Quercus coffeicolor — Mèxic
- Quercus conspersa — Mèxic
- Quercus costaricensis — # Costa Rica, Panamà
- Quercus crassifolia — Mèxic
- Quercus crassipes — Mèxic
- Quercus cualensis — # Mèxic (Sierra Madre del Sur)
- Quercus depressa — Mèxic
- Quercus dysophylla — Mèxic
- Quercus eduardii — Mèxic
- Quercus ellipsoidalis — est d'Amèrica del Nord
- Quercus elliptica — Mèxic
- Quercus emoryi — # sud-oest dels EUA, nord de Mèxic
- Quercus falcata — sud-est d'Amèrica del Nord
- Quercus fulva — Mèxic
- Quercus gentryi — Mèxic
- Quercus glabrescens — Mèxic
- Quercus gravesii — Mèxic, sud-oest d'Amèrica del Nord (Texas)
- Quercus graciliformis — # Extrem sud-oest d'Amèrica del Nord
- Quercus georgiana — sud-est d'Amèrica del Nord
- Quercus hemisphaerica — # sud-est d'Amèrica del Nord
- Quercus hintonii — Mèxic
- Quercus hintoniorum — # Mèxic
- Quercus hirtifolia — # Mèxic
- Quercus humboldtii — # nord d'Amèrica del Sud (Colòmbia)
- Quercus hypoleucoides — # sud-oest d'Amèrica del Nord
- Quercus hypoxantha — Mèxic
- Quercus ilicifolia — est d'Amèrica del Nord
- Quercus iltisii — # sud de Mèxic
- Quercus imbricaria — est d'Amèrica del Nord
- Quercus incana — sud-est d'Amèrica del Nord
- Quercus inopina — # sud-est d'Amèrica del Nord
- Quercus kelloggii — Califòrnia, sud-est d'Oregon
- Quercus laevis — sud-est d'Amèrica del Nord
- Quercus laurifolia — # sud-est d'Amèrica del Nord
- Quercus laurina — # Mèxic
- Quercus marilandica — est d'Amèrica del Nord
- Quercus martinezii — Mèxic
- Quercus mexicana — Mèxic
- Quercus myrtifolia — # sud-est d'Amèrica del Nord
- Quercus nigra — # est d'Amèrica del Nord
- Quercus pagoda – sud-est d'Amèrica del Nord
- Quercus parvula — # costa de Califòrnia
- Quercus palustris — est d'Amèrica del Nord
- Quercus phellos — est d'Amèrica del Nord
- Quercus planipocula — oest de Mèxic
- Quercus potosina — Mèxic
- Quercus pumila — sud-est d'Amèrica del Nord
- Quercus rapurahuensis — # Costa Rica i Panamà
- Quercus resinosa — Mèxic
- Quercus robusta — pot ser híbrid de Q. emoryi i de Q. gravesii
- Quercus rysophylla — # Mèxic
- Quercus rubra — est d'Amèrica del Nord
- Quercus salicifolia — # Mèxic
- Quercus sapotifolia — # sud de Mèxic, Amèrica Central
- Quercus scytophylla — Mèxic
- Quercus shumardii — est d'Amèrica del Nord
- Quercus sideroxyla — Mèxic
- Quercus splendens — Mèxic
- Quercus skutchii — Mèxic (Chiapas, Oaxaca, Tamaulipas, Veracruz) Guatemala, El Salvador, Hondures
- Quercus tardifolia — # dues petites clapes a les muntanyes Chisos de Texas
- Quercus texana — centre sud d'Amèrica del Nord (vall baixa del riu Mississipi)
- Quercus uxoris — Mèxic
- Quercus velutina — est d'Amèrica del Nord
- Quercus viminea — Mèxic
- Quercus wislizeni — # Califòrnia
- Quercus xalapensis — Mèxic
- Quercus zempoaltepecana — estat d'Oaxaca (Mèxic)

## SubgènereCyclobalanopsis

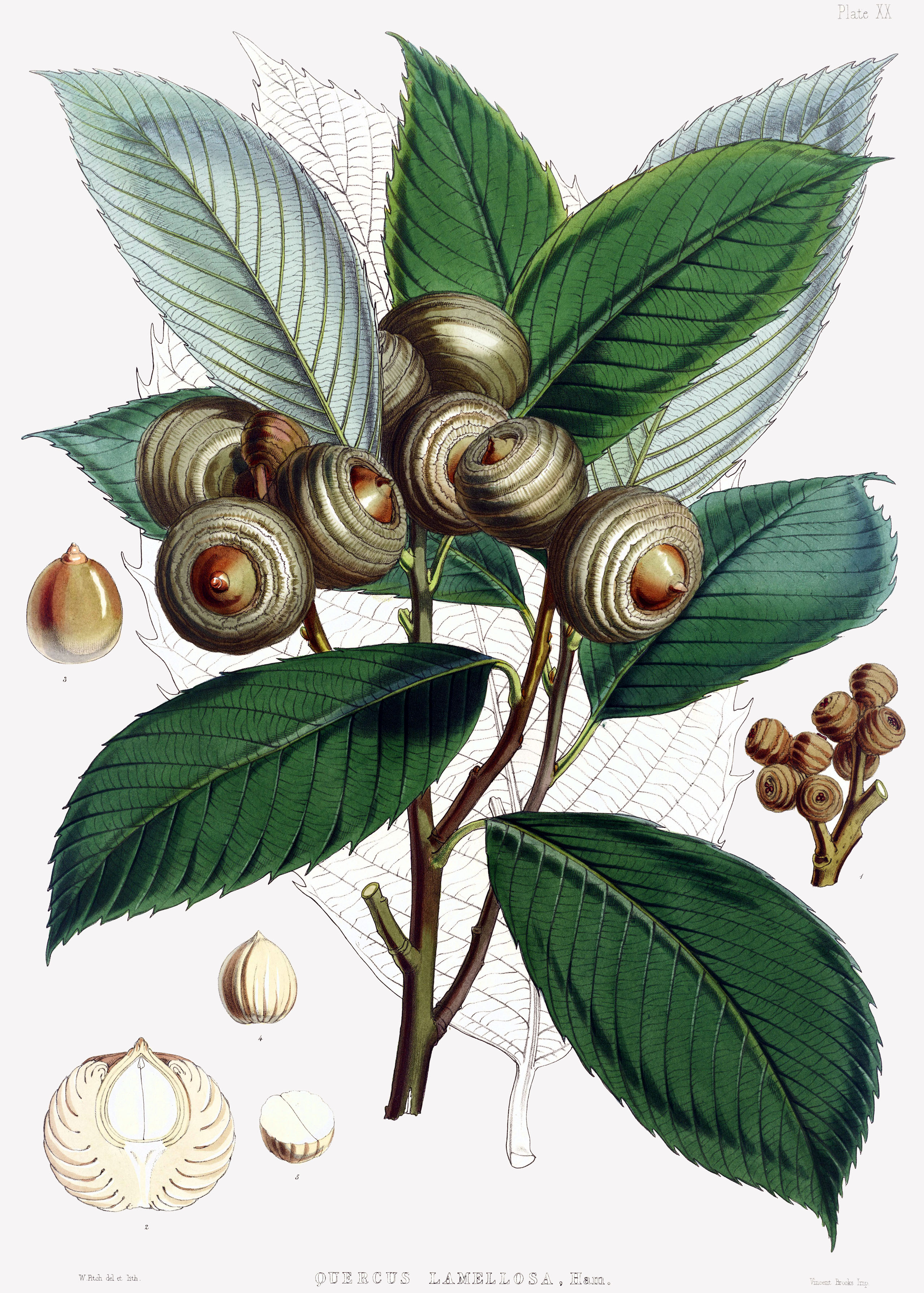
Il·lustració de Quercus lamellosa, que mostra glans en raïms, amb anells visibles en les seves copes

Els roures d'anell en forma de copa (sinònim gènere Cyclobalanopsis). Es troben a l'est i sud-est d'Àsia. Són diferents del subgènere Quercus en què tenen glans amb les tasses distintives que porten anells concrescents d'escales; on normalment les glans solen estar densament agrupades, encara que això no s'aplica a totes les espècies. N'hi ha al voltant de 150 espècies.
Les espècies seleccionades:
- Quercus acuta — # Japó, Corea
- Quercus albicaulis — # Xina
- Quercus annulata Sm. — # De l'Himàlaia fins al Vietnam
- Quercus arbutifolia Hickel & A.Camus — # Vietnam (endèmica)
- Quercus argentata — # Malàisia, Indonèsia
- Quercus argyrotricha — # Guizhou (Xina)
- Quercus asymmetrica Hickel & A.Camus — # Xina, nord del Vietnam
- Quercus augustinii — # Xina, Vietnam
- Quercus auricoma A.Camus — # Xina, Vietnam (sinònim: Quercus hui)
- Quercus austrocochinchinensis — # Xina, Vietnam, Tailàndia
- Quercus austroglauca — # Xina
- Quercus bella — # Xina
- Quercus blakei — # Xina, Vietnam, Laos
- Quercus braianensis A.Camus — # Vietnam (endèmica)
- Quercus camusiae — # Xina, Vietnam
- Quercus championii — # Xina, Taiwan
- Quercus chapensis — # Xina, Vietnam
- Quercus chevalieri — # Xina, Vietnam
- Quercus chingsiensis — # Xina
- Quercus chrysocalyx Hickel & A.Camus — # Vietnam
- Quercus chungii — # Xina
- Quercus daimingshanensis — # Xina
- Quercus dankiaensis A.Camus — # Vietnam (endèmica)
- Quercus delavayi — # Xina
- Quercus delicatula — # Xina
- Quercus dinghuensis — # Xina
- Quercus disciformis — # Xina
- Quercus edithiae — # Xina, Vietnam
- Quercus elevaticostata — # Fujian (Xina)
- Quercus fleuryi — # Xina, Vietnam, Laos
- Quercus gambleana — # Xina, Índia
- Quercus gemelliflora — # Malàisia, Indonèsia
- Quercus gilva — # Japó, Taiwan, Xina
- Quercus glauca — # Des de l'Afganistan al Japó i Vietnam
- Quercus gomeziana A.Camus — # Vietnam
- Quercus helferiana — # Xina, Índia, Birmània/Myanmar, Tailàndia, Laos, Vietnam
- Quercus hondae — # Kyūshū (Japó)
- Quercus hui — # Xina
- Quercus hypophaea — # Taiwan
- Quercus jenseniana — # Xina
- Quercus jinpinensis — # Xina
- Quercus kerrii — # Vietnam, Tailàndia, probablement a la Xina
- Quercus kiukiangensis — # Xina
- Quercus kouangsiensis — # Xina
- Quercus lamellosa — # Himàlaia
- Quercus lanata Sm. — # Vietnam
- Quercus langbianensis — # Cambodja, Xina, Vietnam. (sinònim: Quercus camusiae)
- Quercus lineata — # Malàisia, Indonèsia
- Quercus litoralis — # Xina
- Quercus litseoides — # Xina
- Quercus lobbii — # Xina, Índia
- Quercus longinux — # Taiwan
- Quercus lowii — # Borneo
- Quercus lungmaiensis — # Yunnan (Xina)
- Quercus macrocalyx Hickel & A.Camus — # Vietnam
- Quercus merrillii — # Sabah i Sarawak (Malàisia), Palawan (Filipines)
- Quercus mespilifolia Wall. ex A.DC — # Vietnam
- Quercus morii — # Taiwan
- Quercus motuoensis — # Xina
- Quercus multinervis — # Xina
- Quercus myrsinifolia — # Xina, Japó, Corea, Laos, Tailàndia, Vietnam (sinònim: Quercus neglecta)
- Quercus ningangensis — # Xina
- Quercus obovatifolia — # Xina
- Quercus oxyodon — # Assam, Myanmar, Xina, Bhutan, Nepal
- Quercus pachyloma — # Xina, Taiwan
- Quercus patelliformis — # Xina
- Quercus pentacycla — # Xina
- Quercus petelotii A.Camus — # Vietnam (endèmica)
- Quercus phanera — # Xina
- Quercus poilanei — # Xina, Vietnam, Tailàndia
- Quercus quangtriensis Hickel & A.Camus — # Vietnam
- Quercus rex — # Xina, Vietnam, Índia, Laos, Myanmar
- Quercus rupestris Hickel & A.Camus — # Vietnam (endèmica)
- Quercus salicina — # Japó, Corea del Sud
- Quercus saravanensis — # Xina, Laos, Vietnam
- Quercus schottkyana — # Xina
- Quercus semiserrata — # Xina, Bangladesh, Índia, Myanmar, Tailàndia
- Quercus sessilifolia — # Japó, Taiwan, Xina
- Quercus sichourensis — # Yunnan (Xina)
- Quercus stenophylloides — # Taiwan
- Quercus stewardiana — # Xina
- Quercus subhinoidea — # Xina
- Quercus subsericea — # Malàisia, Indonèsia
- Quercus sumatrana — # Indonesia
- Quercus thorelii — # Xina, Laos, Vietnam
- Quercus tomentosinervis — # Xina
- Quercus treubiana — # Sumatra, Borneo
- Quercus xanthotricha — # Xina, Laos, Vietnam
- Quercus yingjiangensis — # Xina
- Quercus yonganensis — # China